# Вестибюль

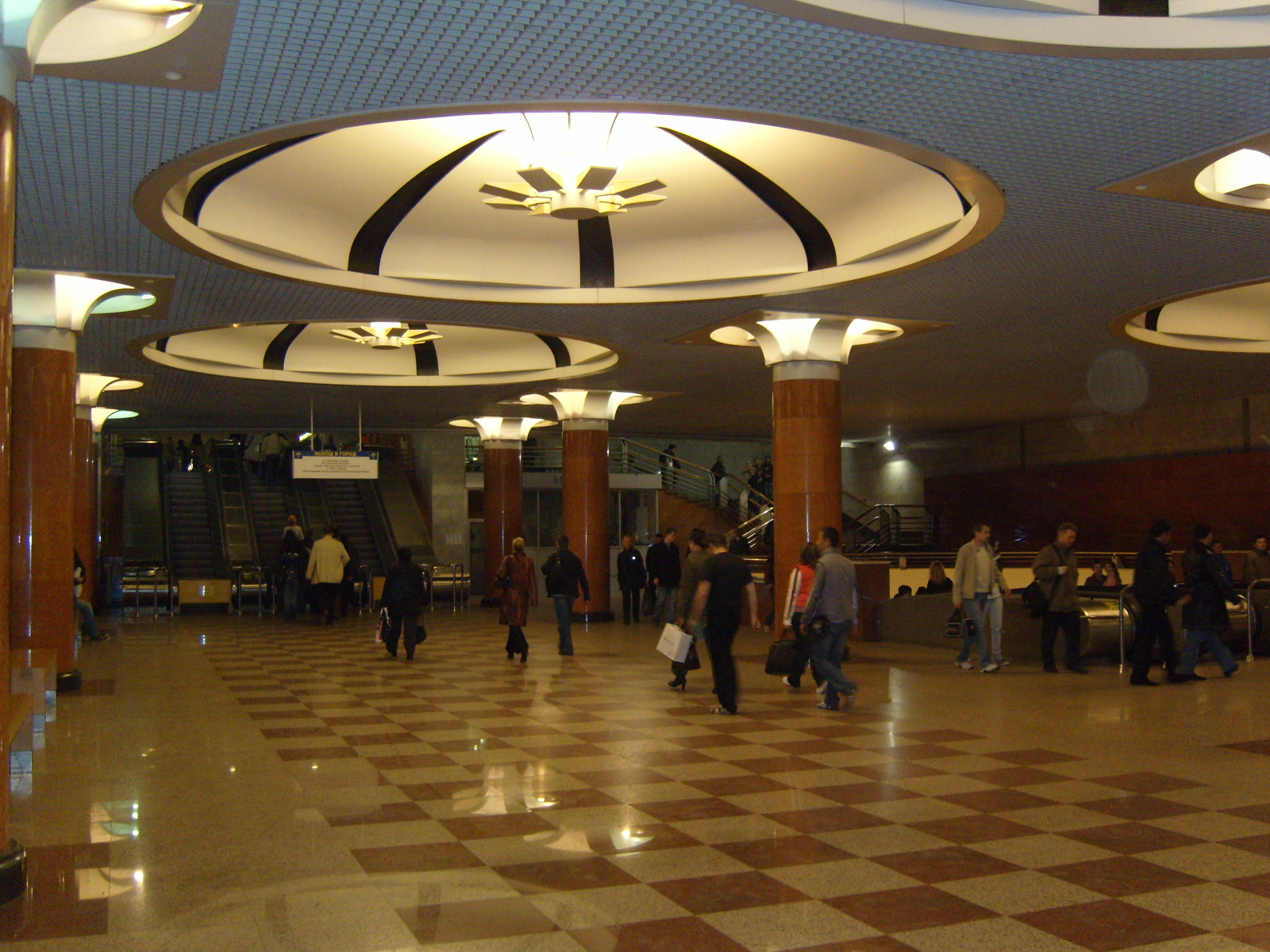
Вестибюль станции Московского метрополитена «Парк Победы»

Вестибю́ль (фр. vestibule, лат. vestibulum) — помещение перед входом во внутренние части здания, предназначенное для приёма и распределения потоков посетителей.

## Общие сведения
Термин происходит от древнеримского слова «вестибул» (лат. vestibulum «посвящённый Весте») — название специального дворика, сооружавшегося в честь богини — хранительницы домашнего очага.
Вестибюль служит для приёма и кратковременного размещения значительного числа людей в период загрузки и разгрузки здания. В зимнее время для более эффективной борьбы с охлаждением вестибюля между вестибюлем и тамбурами устраивают специальное помещение — аванвестибюль.
В современном словоупотреблении часто используется словосочетание вестибюль метрополитена, под которым подразумевается крытое помещение, посредством которого пассажиры осуществляют перемещение с улицы к эскалаторам и платформам. Часто вестибюль включает в себя кассовый зал.